# 亞歷山大·納瑙
亞歷山大·納瑙（羅馬尼亞語：Alexander Nanau，1979年5月18日—）是羅馬尼亞裔德國電影導演、電影監製和編劇。

## 導演作品
| 2006年 | 《彼得查德克導演培爾金特》 |                               |                        | Peter Zadek inszeniert Peer Gynt |       |
| 2009年 | 《B先生的藝想世界》        | The World According to Ion B. | Lumea vãzutã de Ion B. |                                  | [ 2 ] |
| 2014年 | 《托托和他的姐姐們》       | Toto And His Sisters          | Toto si surorile lui   |                                  |       |
| 2019年 | 《醫官同謀》               | Collective                    | Colectiv               |                                  |       |

## 外部連結
- 亞歷山大·納瑙在互联网电影资料库（IMDb）上的資料（英文）
- 亞歷山大·納瑙的X（前Twitter）